# Воєводський сеймик
Воєводський сеймик — станово-представницький орган влади у воєводстві за часів Великого князівства Литовського і Речі Посполитої.
На воєводських сеймиках обговорювалися місцеві та загальнодержавні справи, обиралися депутати на Вольний Сойм Речі Посполитої і вироблялися інструкції для них, там же висувалися кандидати на судові посади (Верховний трибунал), визначалися податки.
На відміну від повітових сеймиків, на воєводських сеймиках вироблялися клопотання і прохання до великого князя та уряду, заслуховувалися звіти та інформація про постанови і закони, прийняті на загальних вольних сеймах.